# Плейшл, Адольф Мартин
Адольф Мартин Плейшл (10 октября 1787, Оберплан, Богемия — 31 июля 1867, Хайдерсхофен, Австро-Венгерская империя) — химик, врач, педагог, профессор, доктор философии, изобретатель.

## Биография
Родился в небогатой богемской семье. Окончил гимназию в Праге. С 1806 года изучал в университете философию, затем с 1809 года — медицину. В 1815 году стал врачом, помимо врачебной деятельности, занялся химией.
В 1815 году получил докторскую степень в Пражском университете, где впоследствии стал профессором общей и фармацевтической химии (1821—1838). Занимался совершенствованием пражского химико-фармацевтического института.
В 1838 году переехал в Вену, читал лекции в Венском университете.

## Научная деятельность
В Праге осуществил свой первый научный анализ воды в реке Влтава, городском водопроводе и фонтанах.
Исследовал термальные источники богемских курортов. Был активным инициатором санаторно-курортного лечения в Карлсбаде, Мариенбаде, Франценсбаде и Теплице. Его положительное заключение качеств воды Карлсбада (ныне Карловы Варские воды) способствовало прибыльному источнику дохода за счёт экспорта бутилированной воды и содовых продуктов.
Плейшлу приписывают создание безопасной неметаллической эмали для покрытия металлической посуды.
Кроме того, учёный с помощью давления и низкой температуры пытался осуществить сжижение углекислого газа, процесс, который позже был успешно достигнут его учеником Иоганном Августом Наттерером.

## Награды
- Был награждён Рыцарским Крестом Императорского австрийского ордена Франца Иосифа.
- В 1949 году в Зиммеринге (11 район города Вена) в его честь названа аллея «Pleischlgasse».

Его дочь Мария была замужем за врачом Иоганном фон Оппольцером (1808—1871), одним из основателей, так называемой, Венской медицинской школы.
Похоронен в Вене на кладбище Святого Марка.